# Merionoeda fulvonotata
Merionoeda fulvonotata là một loài bọ cánh cứng trong họ Cerambycidae.